# Henry Foley (jésuite)
Pour les articles homonymes, voir Foley.
Henry Foley, né le 9 aout 1811 à Astley, au Worcestershire (Angleterre) et décédé le 19 novembre 1891 à Roehampton (Angleterre) est un frère jésuite anglais, archiviste et historien ecclésiastique.

## Biographie
Né à Astley dans le Worcestershire, en Angleterre, le 9 août 1811 Henry était le fils du vicaire protestant responsable à Astley. Après ses premières études en privé et dans une école privée à Woodchester, Henry fut stagiaire dans un cabinet d’avocats à Worcester et, au fil du temps, exerça la profession d’avocat, d’abord en partenariat avec un autre, puis seul.
Sous l’influence du Mouvement d'Oxford, il embrasse la foi catholique en 1846 et, cinq ans plus tard, à la mort de sa femme Anne, fille de John Vezard du Gloucestershire, il demanda à être admis comme frère laïc dans la Compagnie de Jésus. Invité à entrer comme étudiant (‘scolastique’)  et à se préparer à la prêtrise, il maintient que le ‘souhait de Notre-Dame est qu’il soit un frère laïc’. Pendant trente ans, il occupe le poste de frère assistant du Supérieur provincial anglais.
Durant ces trente années le frère Foley produit une œuvre monumentale : The Records of the English Province of the Society of Jesus (huit volumes in-octavo), une compilation d’un travail immense et de recherches originales sur l’histoire et la présence des Jésuites dans le Royaume Uni.  L’œuvre est une réserve inestimable de détails historiques mis ensemble avec une assiduité persévérante rarement trouvée, même chez le plus minutieux des historiens.
Le frère Foley a également écrit Jesuits in Conflict, un ouvrage décrivant les souffrances de certains des ‘confesseurs de la foi’ (martyrs)  jésuites anglais. Profondément religieux et porté sur la prière le frère Foley meurt à Manresa House, Roehampton, le 19 novembre 1891.

## Écrits
- Jesuits in Conflict, Londres,, Burns and Oates, 1873.
- Records of the English Province of the Society of Jesus, Vol. I, Londres, Burns and Oates, 1877.
- Records of the English Province of the Society of Jesus, Vol. II, Londres, Manresa Press, 1875.
- Records of the English Province of the Society of Jesus, Vol. III, Londres, Burns and Oates, 1878.